# Bicyclus harti
Bicyclus harti är en fjärilsart som beskrevs av Van Son 1952. Bicyclus harti ingår i släktet Bicyclus och familjen praktfjärilar. Inga underarter finns listade i Catalogue of Life.